# Jurij Panczuk
Yuriy Panchuk (ur. 12 maja 1981 w Kijowie) – ukraiński wioślarz.

## Osiągnięcia
- Mistrzostwa Świata – Banyoles 2004 – czwórka ze sternikiem – 12. miejsce[1].
- Mistrzostwa Świata – Linz 2008 – dwójka ze sternikiem – 6. miejsce[1].